# XMB

Logo usato su alcuni dispositivi che usano la XrossMediaBar.

XMB™ (acronimo di XrossMediaBar) è un'interfaccia grafica sviluppata da Sony Computer Entertainment. È stata originariamente utilizzata sulla console PSX e successivamente su PlayStation Portable, PlayStation 3 e sui televisori Bravia fino al 2014.

## Descrizione
Il nome deriva dalla forma a croce del menu.
Le icone sono disposte orizzontalmente sullo schermo. Queste icone sono utilizzate come categorie per organizzare le opzioni. Quando si seleziona un'icona nella barra orizzontale, degli elementi vengono mostrati in verticale, e sono selezionabili con il pad direzionale.

## XMB della PlayStation Portable

### Caratteristiche
Sulla PSP sono disponibili otto categorie: Impostazioni, Extra, Foto, Musica, Video, Gioco, Rete e PlayStation Network. L'icona PlayStation Network è disponibile dal firmware 5.00. Extra è disponibile dalla versione di sistema 6.20.
Il colore di sfondo della XMB varia a seconda del mese. Dal firmware 2.00 il colore può essere cambiato, o come sfondo può essere impostata un'immagine. Impostando un'immagine, non vengono visualizzate le onde sullo sfondo. Dall'aggiornamento di sistema 5.00 è possibile cambiare l'effetto delle onde, tra Originale e Classico. Dal firmware 3.70 è possibile impostare un disegno personalizzato costituito da un tema speciale in formato PTF.

### Schema di colori
| Mese   | Gennaio | Febbraio | Marzo | Aprile | Maggio | Giugno | Luglio | Agosto | Settembre | Ottobre | Novembre | Dicembre |
| Colore |         |          |       |        |        |        |        |        |           |         |          |          |

Sui modelli di PSP Slim & Lite, Brite e Go sono presenti colori aggiuntivi.

## XMB della PlayStation 3

### Caratteristiche
La XrossMediaBar della PlayStation 3 include nuove categorie: Utenti, Impostazioni, Foto, Musica, Video, Servizi TV e Video (dal firmware 3.70), Gioco, Rete, PlayStation Network, e Amici..

La XMB della PlayStation 3 versione 2.50

Dalla versione di sistema 2.40 c'è la XMB In-Game, sebbene le funzionalità siano ridotte, ad esempio non è possibile utilizzare il browser.

### Schema di colori
| Data   | Gen 15 | Gen 24 | Feb 15 | Feb 24 | Mar 15 | Mar 24 | Apr 15 | Apr 24 | Mag 15 | Mag 24 | Giu 15 | Giu 24 | Lug 15 | Lug 24 | Ago 15 | Ago 24 | Set 15 | Set 24 | Ott 15 | Ott 24 | Nov 15 | Nov 24 | Dic 15 | Dic 24 |
| Colore |        |        |        |        |        |        |        |        |        |        |        |        |        |        |        |        |        |        |        |        |        |        |        |        |

| Ora        | 00 | 01 | 02 | 03 | 04 | 05 | 06 | 07 | 08 | 09 | 10 | 11 | 12 | 13 | 14 | 15 | 16 | 17 | 18 | 19 | 20 | 21 | 22 | 23 |
| Luminosità |    |    |    |    |    |    |    |    |    |    |    |    |    |    |    |    |    |    |    |    |    |    |    |    |